# ワールドエンドヒーローズ
『ワールドエンドヒーローズ』は、スクウェア・エニックスより配信されたスマートフォン用ゲームアプリ。2018年11月13日サービス開始。基本プレイ無料 (アイテム課金制)。
「シチュエーションスタイルRPG」と銘打たれた、スクウェア・エニックスの新規IPによる女性向けゲーム。アニメイトガールズフェスティバル2018に出展してグッズを配布した。
プレイヤーはゲーム中で「指揮官」となり、高校生キャラクターたちを敵と戦わせる。ハッシュタグは#ワールドエンドヒーローズ #ワヒロ。
2020年8月20日をもってサービスを終了し、同日にオンラインサービス終了後もゲームの一部機能を利用可能なオフライン版が配信されている。
サービス終了の告知後に月刊アニメ雑誌アニメディアで紹介され、以降何度かの記事掲載を経て2021年7月号より「バケツ通信」連載開始。ショートストーリーがヒーロー15人分一周したことを機に、2023年以降は不定期掲載（2024年現在は3か月に1度程度）となる。

## 物語
隕石と共に現れた喰核生命体（しょっかくせいめいたい）「イーター」により、地球は大きな被害を受けた。
地球はそのイーターに対抗するため、特殊な「血性」を持つ少年たちを生んだ。誓いを胸にして、力を手に入れた少年たちは、やがて「ヒーロー」と呼ばれるようになった。

## 用語
イーター
人類とヒーローが倒すべき敵。ある日、隕石とともにやってきた地球外生命体。
ヒーロー
特殊な“血性”を持った、地球の「運命」を守る少年たち。
ALIVE
イーターの侵攻に対抗するため、政府と財閥によって作られた組織。

## 登場ヒーロー

### 術式武器
術式武器を扱うヒーローは、右手に装着した専用グローブで術式を扱う。自由なタイプが多いので、あまり全体のまとまりはない。 
三津木慎（みつぎ　しん）
声 - 天﨑滉平
「素直で優しい理系少年」、武器はドローン。物語の主人公。崖縁工業高校1年生。身長166.3cm。血液型O型。
心優しい素直でまじめな理系少年。縁の下の力持ち。高校入学以前は体が弱く、学校を休みがちだったため、クラスでは影の薄い存在だった。止まっていた時間を取り戻すべく、日々努力をしている。
浅桐真大（あさぎり まひろ）
声 - 吉野裕行
「ハッピーエンドを愛する崖縁の悪魔」、武器は魔銃。崖縁工業高校2年生（留年）。身長177.5cm。血液型B型。
崖縁生徒の人体強化を手掛ける、神経質な天才技術者。過去666回の交通事故を経て、世の真理に目覚めた。特撮やドラマに精通している。
伊勢崎敬（いせざき けい）
声 - 内田雄馬
「少年の心を持ったエースストライカー」、武器は水。白星第一学園3年生。身長177cm。血液型B型。
天才タイプのヒーロー。整った顔立ちながら小学生のような趣味嗜好を持ち、昆虫（カブトムシ）や特殊（作業用）自動車をこよなく愛する。養護施設出身だが、現在は星乃家に与する伊勢崎家の養子になっている。
霧谷柊（きりや　しゅう）
声 - 小林裕介
「心をふさいだ静かな少年」、武器はカード。ラ・クロワ学苑1年生。身長174.2cm。血液型AB型。
寡黙だが意志の強い、少し潔癖気味な少年。 口数が少なく、大勢での行動を嫌うため冷たく見えるが、心持ちには年相応の幼さが残っている。養護施設出身。
久森晃人（ひさもり あきと）
声 - 島﨑信長
「被害者体質の自称一般人」、武器は糸。風雲児高校2年生。身長171.4cm。血液型A型。
ヒーロー業には興味がなかったが、自身の持つ「未来視」能力が原因でヒーローをやる羽目になってしまった。ケンカ嫌いの常識人にもかかわらず、周囲からは「風雲児のナンバー２」と認識されており、大変迷惑をしている。スマホゲームに興じている様子が見られる。

### 迅式武器
リーダーの頼城を中心とした賑やかなチーム。鋭く、素早い攻撃が特徴。 
佐海良輔（さかい りょうすけ）
声 - 内山昂輝
「正しさに愚直な努力のヒーロー」、武器はギミックトンファー。崖縁工業高校1年生。身長173.1cm。血液型A型。
お兄ちゃん気質でツッコミ肌な崖縁唯一の真人間。明確な理想を持ち、そのための努力を惜しまず、弱者を守るためにヒーローを続けている。養護施設出身。現在は妹とふたり暮らし。
透野光希（とうの みつき）
声 - 緒方恵美
「記憶喪失の不思議な少年」、武器は双剣。白星第一学園1年生。身長170.6cm。血液型O型。
穏やかで純朴な、記憶喪失の不思議な少年。記憶力が抜群に良く、一度見聞きしたものはほぼ完璧に覚えられる天才。普段はぼんやりしているが、好奇心は旺盛。やや天然で、よくひとりで鳥などを追いかけている。御鷹家に居候している。
御鷹寿史（みたか ひさし）
声 - 鈴木拡樹
「エリート家系の優等生」、武器はハルバード。白星第一学園2年生。身長180.1cm。血液型A型。
政治家の家系で、厳しい躾を受けて育った優等生。心優しく困っている人を放っておけない性格のため、無意識のうちに自分を犠牲にしてしまうことも多い。
頼城紫暮（らいじょう しぐれ）
声 - 梅原裕一郎
「完全無欠の紳士的な副社長」、武器はガンサーベル。ラ・クロワ学苑3年生。身長176.8cm。血液型B型。
大企業の社長令息として副社長を務めるビジネスマン。明るく前向き、カリスマ性も併せ持ち、紳士的で老若問わずモテる。仲間達のことをとても信頼している。
北村倫理（きたむら りんり）
声 - 岡本信彦
「底辺を愛する異端のヒーロー」、武器はナイフ。愛教学院1年生。身長167.5cm。血液型AB型。
新興宗教が母体である愛教学院所属のヒーロー。性格は天真爛漫で人懐っこい性格だが、発言の殆どが真意不明の嘘つき体質。底辺で足掻く人々を救うため、全異端を守る「普通のヒーロー」を目指す。

### 重式武器
リーダーの志藤を中心とした、一部を除き真面目なチーム。重量式の武器による派手な攻撃が特徴。 
戸上宗一郎（とがみ そういちろう）
声 - 日野聡
「覚悟を胸に進む崖縁のリーダー」、武器は大槍。崖縁工業高校3年生。身長184.4cm。血液型B型。
生真面目で実直な、崖縁のリーダー。信じたものに真っ直ぐで、一度決めたことは曲げず、信念を貫く。かつては白星付属中学に通っていた。性格はマイペース。
武居一孝（たけい かずたか）
声 - 石川界人
「負けず嫌いの参謀肌」、武器は大剣。白星第一学園2年生（留年）。身長177.8cm。血液型A型。
頑固でクール、おまけにプライドの高い参謀肌のエリート。意志が強く真っ直ぐな性格で、文武両道な実力者。世話焼きな面が垣間見える。占いに非常に高い週略心を持つ。かに座。
志藤正義（しどう せいぎ）
声 - 竹内良太
「亡き友の思いを背負う正義のヒーロー」、武器は大剣。白星第一学園3年生。身長187.5cm。血液型O型。
強い血性と高い身体能力を持つ、名門白星最強のリーダー。頭脳明晰で策略を立てることが得意。懐が深く、包容力がある。苦労人。
斎樹巡（さいき めぐる）
声 - 堀江瞬
「高貴でクールなチームの頭脳」、武器は長刀。ラ・クロワ学苑2年生。身長155.1cm。血液型A型。
著名な研究者夫婦によるデザイナベイビー。海外で生活中、最年少で医学の博士号を取得。性格は冷静沈着で皮肉屋だが、優しい一面を持つ。好きなものは読書と紅茶。
矢後勇成（やご ゆうせい）
声 - 赤羽根健治
「余命を生きる不良」、武器は大鎌。風雲児高校3年生。身長177.1cm。血液型O型。
不良高校である風雲児高校のトップ(総長)。痛みを感じない特殊体質で、馬鹿力が出せる「超人」。気管支系の重い合併症を患っており、医師から余命宣告を受けているが、何故か余命を更新し続けている。派手な喧嘩を好み、暇な時は大体寝ている。

## ALIVE（協力者たち）
ヒーロー達を支える財閥のメンバー。
神ヶ原衛（かがはら　まもる）
声 - 野島健児
「ヒーローを支える朗らかな研究者」。崖縁高校のOB。29歳。身長176.3cm。血液型B型。
巨大財閥「ALIVE」でイーター対策を行う部門の研究員。普段はヒーローが使うリンクユニットの研究開発に努めているが、指揮官（プレイヤー）と共にヒーローのバックアップに従事することもある。性格はマイペースでやや抜けており、日本酒が好き。
室媛安慈（むろひめ　あんじ）
声 - 井上和彦
「ヒーローを導くエリート幹部」。48歳。身長188cm。血液型A型。
巨大財閥「ALIVE」でイーター対策を行う部門の幹部。真面目で優秀な管理者であるため、部下の信頼も厚く、「ALIVEのヒメ」と呼ばれている。しかし、ハードな外見が原因で人を寄せつけ難い為、イメージアップの策を日々検討している。
バケッシュ
声 - 杉田智和
人工知能が搭載されたアンドロイド。

## UNKNOWNS（敵陣営）
ヒーロー達の行く手に立ちはだかる４人の敵。
七見薔明
声 - 櫻井孝宏
リーダー格であると思われる。物静かだが奥底に無垢な残忍性を持つ。
角来東伍
声 - 三宅健太
相手を蹂躙、惨殺することを楽しむ。
巽一心
声 - 杉田智和（二役）
自由を愛する知識人。戦闘では卑怯な手を使わず、真っ向勝負をする。
百片ユウナギ
声 - 村瀬歩
性別のない、儚く物憂げな長身の子。

## 評価
起用された声優陣について話題になった。配信開始の2018年11月から約半月で100万ダウンロードを突破。リリース直後のSNS上の反応は好評だった。